# Aleksandr Blinov (équitation)
Pour les articles homonymes, voir Aleksandr Blinov et Blinov.
Aleksandr Blinov, né le 19 août 1954 à Bichkek et mort le 9 février 2021, est un cavalier soviétique de concours complet.

## Biographie
Aleksandr Blinov participe aux Jeux olympiques d'été de 1980 à Moscou et remporte la médaille d'or de l'épreuve par équipe de concours complet sur son cheval Balzun, et la médaille d'argent du concours individuel.
Il travaillait au club équestre Vysota dans la région de Moscou. Disparu le 9 février 2021 dans le village d'Andreevskoye, district urbain de Mojaïsk, il est etrouvé mort là-bas le 2 mars, à quelques mètres de la maison où il habitait. La cause du décès était l'hypothermie. Inhumé au cimetière Khovanskoïe.